# Kevin Houseman
Kevin Houseman (28 de abril de 2001) es un deportista de Estados Unidos que compite en natación, especialista en el estilo libre. Ganó tres medallas en el Campeonato Mundial Junior de Natación de 2019, oro en 4 × 100 m estilos mixto, plata en 4 × 100 m estilos y bronce en 100 m braza.